# Paul Malong Awan
Paul Malong Awan est un homme politique du Soudan du Sud et un militaire. 
Il devient général et commandant de zone de l'armée du Sud-Soudan au cours de la guerre civile soudanaise de 1983 à 2005 qui aboutit à l'indépendance de ce Sud-Soudan en 2011. Il est ensuite, à partir de mars 2008,  gouverneur du Bahr el Ghazal septentrional.
Fin 2013, un conflit éclate à la tête de l'Etat au Soudan du Sud, entre le président Salva Kiir, et son vice-président Riek Machar.
En avril 2014, Paul Malong Awan est nommé Chef d'état-major Général de l'Armée populaire de libération du Soudan par le président du Sud-Soudan, Salva Kiir Mayardit,.
En août 2015, une tentative de réconciliation s'amorce entre Kiir et Machar, à la suite d'un accord signé par leurs entourages respectifs. Mais la tension remonte d'un cran en juillet 2016, avec des combats entre leurs forces respectives dans les villes. Alors que les forces sous son commandement mènent des exactions dans la capitale, le général Paul Malong Awan appelle, le 11 juillet 2016  « toutes les forces armées à rentrer dans les casernes », y compris ses soldats, semblant se positionner comme le seul capable de rétablir l'ordre.